# Duga Međa
Duga Međa falu Horvátországban Verőce-Drávamente megyében. Közigazgatásilag Izdenchez tartozik.

## Fekvése
Verőcétől légvonalban 51, közúton 61 km-re délkeletre, községközpontjától 2 km-re délnyugatra, Szlavónia középső részén, a Drávamenti-síkságon, Izdenc és Raholca között fekszik.

## Története
A 19. század első felében keletkezett Izdenc délnyugati határrészén. 1857-ben 75, 1910-ben 84 lakosa volt. 1910-ben a népszámlálás adatai szerint lakosságának 98%-a szlovák anyanyelvű volt. Verőce vármegye Nekcsei járásának része volt. Az első világháború után 1918-ban az új szerb-horvát-szlovén állam, majd később (1929-ben) Jugoszlávia része lett. 1991-ben lakosságának 88%-a horvát, 5%-a szerb nemzetiségű volt. 2011-ben 196 lakosa volt.

## Lakossága
| Lakosság változása | Lakosság változása | Lakosság változása | Lakosság változása | Lakosság változása | Lakosság változása | Lakosság változása | Lakosság változása | Lakosság változása | Lakosság változása | Lakosság változása | Lakosság változása | Lakosság változása | Lakosság változása | Lakosság változása | Lakosság változása |
| ------------------ | ------------------ | ------------------ | ------------------ | ------------------ | ------------------ | ------------------ | ------------------ | ------------------ | ------------------ | ------------------ | ------------------ | ------------------ | ------------------ | ------------------ | ------------------ |
| 1857               | 1869               | 1880               | 1890               | 1900               | 1910               | 1921               | 1931               | 1948               | 1953               | 1961               | 1971               | 1981               | 1991               | 2001               | 2011               |
| 75                 | 0                  | 63                 | 67                 | 107                | 84                 | 0                  | 102                | 107                | 96                 | 105                | 136                | 76                 | 240                | 208                | 196                |

(1948-ig településrészként. 1869-ben és 1921-ben lakosságát Izdenchez számították.)